# ستیمو مینه‌او
ستیمو مینه‌او (تلفظ در ایتالیایی: [ˈsɛttimo miˈnɛːo]تلفظ ایتالیایی: [ˈsɛttimo miˈnɛːo]؛ متولد ۲۸ نوامبر ۱۹۳۸) عضو مافیای سیسیلی و از ماندامنتوی پالیارلی در پالرمو است.  

## زندگینامه
ستیمو مینه‌او، معروف به "تونتون ستیمو"، در سال ۱۹۳۸ در پالرمو متولد شد. او مالک رسمی یک جواهرفروشی در پالرمو است، اما به عنوان مسن‌ترین رئیس مافیای سیسیل شناخته می‌شود. در سال ۱۹۸۲ از یک کمین جان سالم به در برد که به قیمت جان برادرش جوزپه تمام شد، در حالی که برادر دیگرش آنتونیو در سال ۱۹۸۱ به قتل رسیده بود.
پنتیتو (همکار سابق مافیا که همکاری با پلیس را آغاز کرده) تاماسو بوشتا علیه او شهادت داد و مینه‌او در محاکمه مکسی (Maxi Trial) به پنج سال زندان محکوم شد. پس از آزادی از زندان، مجدداً در سال ۲۰۰۶ دستگیر و در محاکمه "گوتا" محکوم شد. او در سال ۲۰۱۳ با تصمیم دیوان عالی کشور آزاد شد.
اگرچه مینه‌او در گذشته همکار آنتونیو روتولو، متحد تاریخی خاندان مافیای کورلئونزی بود، اما در سال‌های اخیر با فرانکو و تاماسو اینزریلو، اعضای خاندان مافیای اینزریلو، اتحاد تشکیل داد و سالواتوره سورنتینو را به عنوان دست راست خود انتخاب کرد. همه این افراد به عنوان رقبای روتولو و کورلئونزی‌ها شناخته می‌شدند، که نشان می‌دهد ستیمو مینه‌او در درون کوزا نوسترا تغییر موضع داده است.
در ۲۹ مه ۲۰۱۸، مینه‌او پس از مرگ سالواتوره رینا به عنوان رئیس جدید کمیسیون مافیای سیسیل انتخاب شد. در ۴ دسامبر ۲۰۱۸، در عملیات "کپولا ۲.۰" که توسط کارابینیری انجام شد، به اتهام ریاست بر "کپولا" (هیئت رهبری) کوزا نوسترا مجدداً دستگیر شد.
بر اساس تحقیقات، پس از دستگیری مینه‌او، جوزپه کالواروزو به عنوان رئیس جدید ماندامنتوی پالیارلی جایگزین او شد. کالواروزو مورد اعتمادترین فرد ستیمو مینه‌او بود و به دلیل رویکرد کارآفرینانه خاص و بسیار مدرن خود در مدیریت ماندامنتوی پالیارلی شناخته شده است.

## زندگی شخصی
پیش از دستگیری، مینه‌او به خاطر کاریزما و مهارت‌های میانجی‌گری خود شناخته می‌شد. او از استفاده از تلفن همراه خودداری می‌کرد تا از شنود جلوگیری کند و حتی برای ملاقات با سایر روسای مافیا نیز پیاده حرکت می‌کرد. مینه‌او و همسرش برای شرکت در مراسم مذهبی به کلیسای سن جووانی دکولاتو در محله بالارو پالرمو می‌رفتند و حتی به مدت یک سال در یک پروژه داوطلبانه کلیسا مشارکت داشتند که برنامه‌ای بعد از مدرسه برای کودکان در کلیسا برگزار می‌کرد.